# Aleucosia serpentigera
Aleucosia serpentigera är en tvåvingeart som först beskrevs av Walker 1849.  Aleucosia serpentigera ingår i släktet Aleucosia och familjen svävflugor. Inga underarter finns listade i Catalogue of Life.